# Единение (Кировская область)
 Единение  — деревня в Кирово-Чепецком районе Кировской области в составе Просницкого сельского поселения.

## География
Расположена на расстоянии примерно 4 км на север от станции Просница на левом берегу реки Чепца.

## История
Известна с 1939 года, в 1950 году хозяйств 34, жителей 150, в 1989 оставалось 5 постоянных жителей . Ныне имеет дачный характер.

## Население
Постоянное население составляло 0 человек в 2002 году, 7 в 2010.